# روس آتوم
روساتوم، (بالروسية: Росатом، IPA: [rɐsˈatəm]) تُعرف أيضًا باسم روساتوم الشركة الحكومية للطاقة النووية أو شركة الطاقة الذرية الحكومية روساتوم أو شركة روساتوم الحكومية، وهي شركة حكومية روسية، يقع مقرها في موسكو، وتتخصص في الطاقة النووية والسلع النووية غير المستهلكة للطاقة، ومنتجات التكنولوجيا الفائقة. تأسست المنظمة في عام 2007، وتضم أكثر من 350 شركة، بما في ذلك منظمات البحث العلمي، ومجمع الأسلحة النووية، وأسطول كاسحات الجليد النووي الوحيد في العالم.
تعتبر شركة روساتوم الحكومية واحدةً من أكبر الشركات في صناعة الطاقة النووية على مستوى العالم. كما تحتل المرتبة الأولى كأكبر شركة لتوليد الكهرباء في روسيا، حيث تنتج 215.746 تيراواط ساعي من الكهرباء، أي ما يعادل 20.28٪ من إجمالي إنتاج الكهرباء في البلاد.و هي تعتبر اكبر كثيرا من نظراءها الكورية و الامريكية و الفرنسية في صناعة مفاعلات الطاقة النووية . كما تحتل الشركة المرتبة الأولى في بناء محطات الطاقة النووية في الخارج و الاعلى في الامان من نظراتها الكورية و الامريكية و الفرنسية ، وهي مسؤولة عن 76٪ من صادرات التكنولوجيا النووية العالمية: 35 وحدة محطة طاقة نووية في مراحل مختلفة من التطوير في 12 دولة، اعتبارًا من ديسمبر/ كانون الأول 2020. كما تقوم روساتوم بتصنيع المعدات وإنتاج النظائر للطب النووي وإجراء البحوث ودراسات المواد؛ وتنتج أجهزة كمبيوتر وبرامج عملاقة بالإضافة إلى منتجات مبتكرة مختلفة نووية وغير نووية.
تتمثل استراتيجية روساتوم في زيادة تطوير الطاقة المتجددة وطاقة الرياح. حيث يتم بناء وحدتين في روسيا في محطة "كورسك-2" للطاقة النووية مع إعلان خطط لوحدتين أخريين في محطة "كولا" للطاقة النووية. تتصدر شركة روساتوم، بمساهمة قدرها 38٪ من السوق العالمية في عام 2019، خدمات تخصيب اليورانيوم العالمية (36٪) وتغطي 16٪ من سوق الوقود النووي العالمية.
وافقت روساتوم، في عام 2020، على استراتيجيتها المحدثة التي تؤكد على دور المنتجات الجديدة، سواء النووية غير الطاقية أو غير النووية، في حوالي 100 مجال عمل جديد، بما في ذلك الطب النووي، والمركبات، وطاقة الرياح، والهيدروجين، وإدارة النفايات، والتكنولوجيا المضافة، وإنتاج الهيدروجين.
روساتوم هي منظمة غير ربحية، فإضافةً إلى مهامها في تطوير الطاقة النووية، ونمو مؤسسات دورة الوقود النووي، والوفاء بالمهام الموكلة إليها من قبل الدولة، فإنها تضمن أيضًا الأمن القومي (الردع النووي)، والسلامة النووية والإشعاعية، وكذلك تطوير العلوم التطبيقية والأساسية. بالإضافة إلى ذلك، فإن المؤسسة الحكومية مخولة نيابة عن الدولة للوفاء بالتزامات روسيا الدولية في مجال استخدام الطاقة النووية وعدم انتشار المواد النووية. كما تشارك روساتوم أيضًا في مشاريع واسعة النطاق مثل المفاعل النووي الحراري التجريبي الدولي ITER ومرفق أبحاث البروتون والأيونات FAIR.
اعتبارًا من فبراير/ شباط عام 2021، بلغ إجمالي طلبات محفظة روساتوم 250 مليار دولار. ووفقًا لتقرير الشركة في عام 2020، بلغت محفظة الطلبات الأجنبية لمدة 10 سنوات 138.3 مليار دولار، بينما وصلت الإيرادات إلى 7.5 مليار دولار. بلغت محفظة الطلبات لمدة 10 سنوات للمنتجات الجديدة 1،602.1 مليار روبل بينما بلغت الإيرادات 261.1 مليار روبل.

## تاريخ
يرتبط تاريخ روساتوم بعدد من الكيانات الحكومية السوفيتية والروسية ذات المهام المختلفة. حيث تمّ تحويل المديرية الرئيسية الأولى المسؤولة عن برنامج الأسلحة النووية إلى وزارة بناء الآلات المتوسطة (مينسريدماش) بتاريخ 26 يونيو/ حزيران 1953، وذلك بقرار من مجلس الوزراء. وتمّ تكليف الوزارة بتطوير برنامج الطاقة النووية المدنية. وفي عام 1989، اندمجت مينسريدماش ووزارة الطاقة الذرية لتشكيل وزارة الهندسة النووية والصناعة للاتحاد السوفياتي.
تم إنشاء وزارة الطاقة الذرية في روسيا الاتحادية [(بالروسية: Министерство по атомной энергии Российской Федерации، والمعروفة أيضًا باسم ميناتوم Minatom (الروسية: Минaтом)] كخليفة للجزء الروسي من وزارة الهندسة النووية والصناعة للاتحاد السوفياتي، بتاريخ 29 يناير/ كانون الثاني عام 1992 بعد تفكك الاتحاد السوفياتي. ضمّت الوزارة المنشأة حديثاً حوالي 80٪ من مؤسسات قسم الاتحاد، بما في ذلك 9 محطات للطاقة النووية مع 28 وحدة طاقة. ظلّت الوزارة قائمة تحت هذا الاسم حتى 9 مارس/ آذار عام 2004، عندما تم تحويلها إلى الوكالة الفيدرالية للطاقة الذرية.
في 1 ديسمبر 2007، وقع الرئيس الروسي فلاديمير بوتين قانونًا تبنته الجمعية الفيدرالية يقضي بإلغاء الوكالة الفيدرالية للطاقة الذرية، ونقل صلاحياتها وأصولها إلى «مؤسسة الطاقة الذرية الحكومية روساتوم» المنشأة حديثًا. في 12 ديسمبر من نفس العام، تحولت الوكالة إلى شركة حكومية مع تعيين سيرجي كيرينكو مديرًا عامًا. في يوليو 2008، تبنت روس آتوم برنامج نشاط مصممًا حتى عام 2023. تم تعزيز مواقف روس آتوم بشكل أكبر من خلال نقل أسطول تكسير الجليد المدني النووي فسيو أتومفلوت تحت ولاية روس آتوم. في عام 2009، تم تخصيص التقنيات النووية كأحد أولويات تطوير الاقتصاد الروسي. بحلول عام 2011، نمت استثمارات روساتوم في أعمال البحث والتطوير سبعة أضعاف مقارنة بعام 2006. كان الاتجاه المهم الآخر لتطوير الشركة هو زيادة تأثيرها على الأسواق الخارجية، حيث تضاعف عدد عقود بناء محطات الطاقة النووية في الخارج تقريبًا في عام 2011. وفقًا لسيرجي كيرينكو، قُدرت محفظة الطلبات العشر سنوات لشركة روس آتوم المؤسسة الحكومية في الخارج بأكثر من 100 مليار دولار في نهاية عام 2014. سينتهي برنامج الدعم الحكومي لبناء محطات الطاقة النووية في عام 2020.
 في عام 2017، قررت شركة روس آتوم الاستثمار في طاقة الرياح، اعتقادًا منها أن التخفيضات السريعة في التكلفة في الصناعة المتجددة ستصبح تهديدًا تنافسيًا للطاقة النووية، وبدأت في بناء توربينات الرياح. كما أعربت روساتوم عن قلقها من استنفاد فرص التصدير النووي. في أكتوبر، أفادت التقارير أن روساتوم تفكر في تأجيل تشغيل محطات نووية جديدة في روسيا بسبب قدرة التوليد الزائدة وأن أسعار الكهرباء النووية الجديدة أعلى من أسعار المحطة الحالية. تدرس الحكومة الروسية تقليل الدعم للطاقة النووية الجديدة بموجب عقود الدعم الخاصة بها، المسماة موسنوستي (DPM)، والتي تضمن للمطورين عائدًا على الاستثمار من خلال زيادة المدفوعات من المستهلكين لمدة 20 عامًا.
في 20 أغسطس 2020، تحتفل روساتوم بالذكرى الخامسة والسبعين للصناعة النووية الروسية. وكجزء من الاحتفال، أطلقت شركة روس آتوم حملتها الخاصة بإعادة تسمية العلامة التجارية «روس آتوم المتحده» والتي جعلت الشركات التابعة لها في الصناعة النووية تستخدم شعار قطاع موبيوس الخاص بشركة روس آتوم.

## التنظيم
اعتبارًا من أوائل عام 2021، ضمت روساتوم 356 شكلًا مختلفًا من الأشكال التنظيمية والقانونية. ينتمي بعضها إلى مؤسسات مجمع الطاقة النووية، الذي يضم منظمات الطاقة النووية والهندسة النووية ودورة الوقود النووي، بما في ذلك مؤسسات استكشاف وإنتاج اليورانيوم الطبيعي وتحويل اليورانيوم وتخصيبه وإنتاج الوقود النووي والكهرباء والمعدات وتطوير تقنيات جديدة لمنصة الوقود النووي وأجهزة الطرد المركزي للغاز [5]. ينتمي البعض الآخر إلى العدد المتزايد من الأعمال الجديدة خارج الطاقة النووية، بما في ذلك طاقة الرياح، والمواد المركبة، والتقنيات المضافة، والطب النووي، وغيرها. تتركز الأصول المدنية للصناعة النووية الروسية في شركة "أتومينيرجوبروم" Atomenergoprom القابضة التابعة لشركة روساتوم، والتي توحّد 204 شركة منذ ديسمبر/ كانون الأول من عام 2020.
تم دمج شركات روساتوم في عدة أقسام وهي:

### قسم التعدين
الشركة القابضة لقسم التعدين بشركة روس آتوم هي الشركة المساهمة أتومريدميتزولوتو، والتي تدمج أصول تعدين اليورانيوم الروسية. تضم الشركات التابعة الرئيسية الشركة المساهمة خياجدة والشركة المساهمة دالور.
يورانيوم وان هي شركة تعدين عالمية منفصلة تديرها شركة روس آتوم ولديها مجموعة متنوعة من الأصول في كازاخستان والولايات المتحدة الأمريكية وتنزانيا.

### قسم الوقود
الشركة المساهمة تفيل هي الشركة التي تدير قسم الوقود بشركة روس آتوم، وهي منظمة رائدة في السوق الأمامية العالمية لدورة الوقود النووي و تعد المورد الوحيد للوقود النووي لمحطات الطاقة النووية الروسية وأسطول كاسحات الجليد التي تعمل بالطاقة النووية.

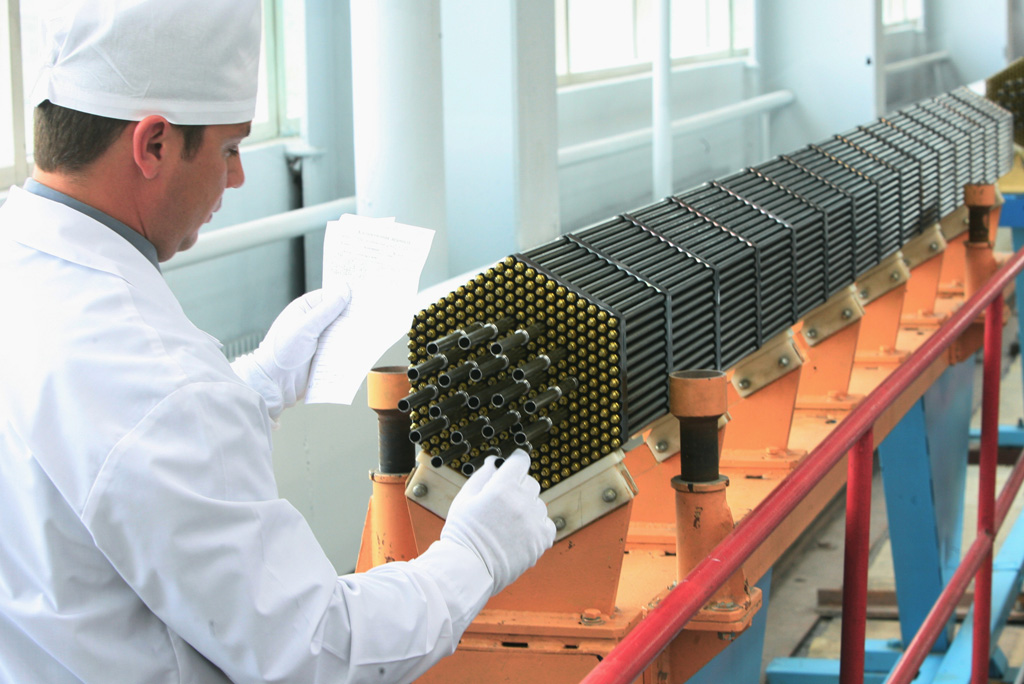
العمل على كاسيت وقود لمفاعل الطاقة النووية في نوفوسيبيرسك لمصنع المواد الكيميائية المركزة، وهي شركة تابعة لـ TVEL

تشمل الشركات التابعة الرئيسية معهد بوتشفار الوطني لبحوث المواد غير العضوية و المجمع الكيميائي السيبيري و مصنع تشيبيتسكي الميكانيكي.
وتشمل مهام القسم تصنيع الوقود النووي وتحويل وتخصيب اليورانيوم وإنتاج أجهزة طرد مركزي تعمل بالغاز.
يتم تخصيب اليورانيوم في أربعة مصانع لشركة تفيل للوقود، بما في ذلك مصنع أنجارسك الكهروكيميائي في أنجارسك و منطقة إيركوتسك  ومصنع زيلينوجورسك الكهروكيميائي في زيلينوجورسك و منطقة كراسنويارسك ومصنع أورال الكهروكيميائي في نوفورالسك و منطقة سفيردلوفسك ومصنع سيبيريا للكيماويات في سيفيرسك، منطقة تومسك. يتم تخصيب اليورانيوم باستخدام تقنية الطرد المركزي الغازية المتقدمة لفصل نظائر اليورانيوم. يتم تحويل سادس فلوريد اليورانيوم المنضب إلى شكل أكسيد في وحدة W-ECP في مصنع زيلينوجورسك الكهروكيميائي.
يتم إنتاج الوقود النووي في مصنع بناء الآلات التابع لشركة روس أتوم) الشركة المساهمة MSZ ) ومصنع نوفوسيبيرسك للمركزات الكيميائية (JSC NCCP) . تنتج المحطات وقودًا نوويًا قائمًا على ثاني أكسيد اليورانيوم (يورانيوم طازج مخصب ومعالج) لجميع طرازات مفاعلات الطاقة والبحث الروسية، وكذلك للعديد من نماذج مفاعلات الطاقة والبحوث الأجنبية ومنشآت الطاقة الروسية القائمة على السفن. لقد دخل تطوير الوقود الذي يتحمل الحوادث لمفاعلات VVER و PWR الآن مرحلة الاختبار.
يتم إنتاج وقود موكس لمفاعلات الصوديوم السريعة في مجمع التعدين والكيماويات، بينما سيتم إنتاج وقود مختلط من اليورانيوم والبلوتونيوم في مصنع سيبيريا للكيماويات، والذي هو قيد الإنشاء حاليًا. يتم اختبار وقود اليورانيوم والبلوتونيوم REMIX (خليط متجدد) لمفاعلاتVVER؛ ومن المتوقع أن يتم إنتاجها التجاري في مجمع التعدين والكيماويات.
تتم إعادة معالجة SNF في جمعية إنتاج ماياك في مصنع RT-1. . يقوم المصنع حاليًا بمعالجة الوقود النووي المستهلك (من تركيبات مختلفة) من مفاعلات الطاقة (BN-350 و VVER-440 و BN-600 و RBMK-1000 وVVER-1000 ؛ BN-MOX)، من مفاعلات الأبحاث الروسية و المراكز العلمية الأجنبية ، ومن مفاعلات محطات توليد الطاقة من الأسطول البحري والغواصات للنقل البحري.

### قسم الهندسة الميكانيكية
شركة الإدارة هي الشركة المساهمة أتوم إينيرجومش. تعد واحدة من أكبر مجموعات شركات الهندسة الميكانيكية في روسيا والتي تقدم مجموعة كاملة من الحلول لتصميم وتصنيع وتوريد معدات لصناعة الطاقة النووية. يضم القسم أكثر من 10 مواقع إنتاج ، بما في ذلك شركات الإنتاج والمراكز الهندسية ومنظمات البحث في روسيا وأوكرانيا والتشيك والمجر.
وفقًا لبيانات المجموعة الخاصة، تستخدم 14٪ من محطات الطاقة النووية في العالم و 40٪ من محطات الطاقة الحرارية في رابطة الدول المستقلة ودول البلطيق المعدات القابضة. بالإضافة إلى ذلك، يعد القسم أكبر منتج لمعدات مفاعل VVER والمنتج الوحيد في العالم لمفاعل النيوترون السريع (مفاعل BN ). شركاتها مسئولة أيضًا عن تصميم وتصنيع المفاعلات لمحطات الطاقة النووية SMR ، سواء البرية أو البحرية، وكذلك كاسحات الجليد النووية.
تضم الشركات التابعة الرئيسية OKB Gidropress و OKBM Afrikantov و الشركة المساهمة مصنع بناء الآلات في بودولسك و AEM-technology .
يقوم قسم الوقود في الشركة الحكومية بتوحيد الأصول المتخصصة في تحويل وتخصيب اليورانيوم، والتي تديرها الشركة القابضة شركة تفيل. وتشمل مهام القسم تصنيع الوقود النووي، وتحويل وتخصيب اليورانيوم، وإنتاج أجهزة الطرد المركزي الغازية. تمتلك شركة روس آتوم 36٪ من حصة السوق العالمية، وهي الشركة الرائدة في السوق العالمية لخدمات تخصيب اليورانيوم. التركيز مصانع الشركة تحت إدارة الشركة الموحدة «فصل-تسامى مجمع» هي الكهروكيميائية محطة انجارسك في انجارسك، إيركوتسك أوبلاست، مصنع زيلينوغورسك الكهروكيميائية في زيلينوغورسك، كراسنويارسك كراي، الأورال الكهروكيميائية مصنع في نوفويورالسك، سفيردلوفسك أوبلاست، وسيبيريا مصنع كيميائي في سيفيرسك، تومسك أوبلاست.

### قسم الهندسة
شركة الإدارة هي الشركة المساهمة "أتوم ستروى إكسبورت"، التي تتمتع بقدرات واسعة لإدارة إنشاء المرافق الهندسية المعقدة. تشمل مجالات العمل الرئيسية للقسم تصميم وبناء محطات الطاقة النووية الكبيرة في روسيا والخارج ، وتطوير التقنيات الرقمية لإدارة المرافق الهندسية المعقدة استنادا إلى منصة Multi-D.
تشمل الشركات الرئيسية JSC Atomenergoproekt وJSC ATOMPROEKT.

### قسم هندسة القوى
شركة الإدارة هي الشركة المساهمة روس إينيرجو أتوم. تعد مشغل محطات الطاقة النووية الوحيد في روسيا ولاعب رئيسي في سوق الكهرباء الروسي. تشمل مجالات أعمالها الرئيسية توليد الطاقة والحرارة في محطات الطاقة النووية والعمل كمشغل للمنشآت النووية (محطات الطاقة النووية) ومصادر الإشعاع والمرافق التي تخزن المواد النووية والمواد المشعة.
تشمل الشركات الرئيسية جميع المفاعلات النووية الروسية، وJSC AtomEnergoRemont، وJSC AtomEnergoSbyt، وTITAN-2 Construction Holding.

### قسم إنهلء الخدمة
شركة الإدارة هي الشركة المساهمة  Federal Center للسلامة النووية والإشعاعية. وهي مخصصة لنظام مركزي لإدارة الوقود النووي المستهلك والنفايات المشعة، وكذلك إيقاف تشغيل المرافق النووية والإشعاعية الخطرة.
تشمل الشركات الرئيسية FSUE Mining and Chemical Combine و FSUE Radon وNO RWM.

### تسويق
تتم إدارة قسم المبيعات والتجارة بواسطة تيكسنابيكسبورت. وتشمل مهامها تصدير الخدمات إلى السوق الدولية لتخصيب اليورانيوم ومنتجات اليورانيوم. تأسست تيكسنابيكسبورت في عام 1963 كوكيل للتجارة الخارجية للصناعة النووية السوفيتية، والشركة معروفة في السوق الخارجية تحت العلامة التجارية TENEX. في عام 1993، تم التوقيع على برنامج حكومي دولي روسي - أمريكي، برنامج ميجاطن إلى ميجاوات، والذي كانت أهدافه تحويل اليورانيوم عالي التخصيب المستخرج من الرؤوس النووية الروسية إلى يورانيوم منخفض التخصيب لاستخدامه في محطات الطاقة النووية الأمريكية، وذلك بفضل جهود تيكسنابيكسبورت، واستمر حتى عام 2013. وبحلول نهاية الاتفاقية، تم إعادة تدوير حوالي 500 طن من اليورانيوم المستخدم في صنع الأسلحة من 20 ألف رأس حربي روسي. يوفر الوقود المنتج على هذا النحو حوالي نصف الطاقة التي تنتجها محطات الطاقة النووية الأمريكية (وحوالي 10٪ من إجمالي الكهرباء المنتجة في الولايات المتحدة).

## عمليات

### محطات الطاقة النووية
تدير شركة روزنرجواتوم للإدارة جميع محطات الطاقة النووية في روسيا وتمثل قسم الطاقة الكهربائية في شركة روس آتوم الحكومية. اعتبارًا من سبتمبر 2020، تم تشغيل 11 محطة للطاقة النووية (38 وحدة طاقة) في روسيا بسعة إجمالية تبلغ 30.3 جيجاوات، وتنتج حوالي 19.7 ٪ من إجمالي الكهرباء المنتجة في روسيا. نتيجة للإصلاحات وعمليات إعادة التعيين في الفترة من 2012 إلى 2014، تركزت الأنشطة الهندسية لشركة اتومستروي اكسبورت (NIAEP-ASE)، ومقرها نيجني نوفغورود. في وقت سابق، كانت أتومستروي إكسبورت تعمل في مجال البناء الأجنبي، وشارك عدد من المعاهد الهندسية المستقلة التي تحمل اسم أتومينيرجوبرويكت في تصميم وبناء المنشآت في روسيا: موسكو وسانت بطرسبرغ ونيجني نوفغورود. منذ أكتوبر 2014، شكلت روس آتوم قسمًا هندسيًا موحدًا، لا يشمل شركة تصميم لمنشآت وتقنيات الطاقة النووية أتومبروكوت. وفقًا لـ كوميرسانت، تهدف هذه الاستراتيجية إلى القضاء على المنافسة الداخلية، التي تم إنشاؤها عمدًا في وقت سابق. يمكن أن يكون هذا الإجراء فعالاً من الناحية الاقتصادية في ضوء عدد كبير من الطلبات المحلية والأجنبية.

### محطات الطاقة النووية العائمة

#### تحت الإنشاء
روساتوم هي واحدة من الشركات الرائدة في العالم في عدد وحدات الطاقة التي تم إنشاؤها في وقت واحد. اعتبارًا من أواخر عام 2021 ، تقوم روساتوم ببناء وحدتين جديدتين للطاقة في روسيا في محطة كورسك للطاقة النووية 2 ، وهناك 35 وحدة طاقة في مراحل مختلفة من التنفيذ في الخارج. بدأ بناء محطة الطاقة النووية في كالينينغراد في 25 فبراير 2010 ، ولكن تم تعليقه لإعادة تصميم المشروع.
هناك أيضًا خطط لبناء وحدتين أخريين في محطة لينينغراد للطاقة للنووية ، ووحدتين في محطة سمولينسك للطاقة للنووية, ووحدتين أخريين في محطة نوفوفورونيج للطاقة للنووية ووحدتين أخريين في محطة كورسك للطاقة النووية. في منتصف يونيو 2021 ، أعلنت روس أتوم أنه سيتم إضافة مفاعلين VVER بقوة 600 ميجاوات إلى محطة كولا للطاقة النووية مع بدء تشغيل أولهما في عام 2034. في أوائل يونيو 2021 ، بدأ بناء مفاعل BREST-OD-300. ستكون أول وحدة طاقة تجريبية في العالم تتميز بمفاعل نيوتروني سريع مبرد بالرصاص.
| اسم المحطة                     | موقع                          | رقم الوحدة | نوع المفاعل   | الطاقة (ميغاواط) | بدء البناء | تاريخ الإنتهاء المتوقع |
| ------------------------------ | ----------------------------- | ---------- | ------------- | ---------------- | ---------- | ---------------------- |
| محطة الطاقة النووية في البلطيق | كالينينغراد،إقليم كالينينغراد | 1          | VVER-1200     | 1,170            | 2021       | توقف المشروع           |
| Kursk NPP II                   | ماكاروفكا ، كورسك أوبلاست     | 1          | VVER-1300/510 | 1,255            | 2018       | 2025                   |
| Kursk NPP II                   | ماكاروفكا ، كورسك أوبلاست     | 2          | VVER-1300/510 | 1,255            | 2019       | 2026-7                 |
| اعتبارًا من 15 أبريل            |                               |            |               |                  |            |                        |

#### في الخارج
تمتلك شركة روساتوم أكبر ملف أفرع  في العالم من مشاريع بناء المحطات النووية الأجنبية بحصة سوقية تبلغ 74٪. وقد أحتلت روساتوم زمام المبادرة في تقديم محطات الطاقة النووية في البلدان الناشئة. يتم بناء 37٪ من المفاعلات النووية تحت الإنشاء في جميع أنحاء العالم بواسطة روساتوم نفسها، وعادة ما تكون من أو كي بي جيدروبريس' مفاعل القدرة المائي-المائي (VVER) نوع.
تلقت روساتوم 66.5 مليار دولار من الطلبات الأجنبية في عام 2012 ، بما في ذلك 28.9 مليار دولار لبناء محطة نووية ، و 24.7 مليار دولار لمنتجات اليورانيوم و 12.9 مليار دولار لصادرات الوقود النووي والأنشطة المرتبطة بها. في عام 2020 ، تلقت روساتوم 138.3 مليار دولار من الطلبات الأجنبية ، بما في ذلك 89.1 مليار دولار لبناء محطة نووية ، و 13.3 مليار دولار لمنتجات اليورانيوم ، و 35.8 مليار دولار لصادرات الوقود النووي والأنشطة المرتبطة بها. تم تصميم وبناء محطات الطاقة النووية في الصين والهند وإيران من قبل شركة روس أ توم أو بمشاركة الشركة. تشارك روساتوم في بناء محطة تيانوان للطاقة النووية في الصين ، وبناء محطة كودانكولام للطاقة النووية في الهند ، وبناء محطة بيلاروسيا للطاقة النووية في بيلاروسيا.
في ديسمبر 2013 ، وقعت روساتوم عقدًا بقيمة 6.4 مليار يورو مع فنوفويما في فنلندا للوحدة الفردية محطة هانهيكيفي للطاقة النووية باستخدام  أو كي بي جيدروبريس 'VVER-1200 مفاعل الماء المضغوط في بلدة فيهايوكي ‏، مع التخطيط لبدء البناء بعد عام 2021 ، ولكن تم إلغاء العقد في مايو 2022 من قبل فنلندا. وقعت روساتوم و إم في إم جروب المجرية اتفاقية لبناء وحدات محطة جديدة لمحطة باكس للطاقة النووية مع التخطيط لبدء البناء في عام 2022. بدأت روساتوم أيضًا في بناء محطة أكويو النووية التركية في 3 أبريل 2018. وقعت روساتوم اتفاقيات مع مصر لبناء محطة الضبعة النووية ومع بنغلاديش بشأن بناء محطة روبور النووية ‏، مع بدء البناء في 30 نوفمبر 2017.
| اسم المحطة                    | الدولة    | الموقع                          | رقم الوحدة | الحالة         | النوع         | الطاقة (ميغاواط) | بدء البناء         | تاريخ الإنتهاء                              |
| ----------------------------- | --------- | ------------------------------- | ---------- | -------------- | ------------- | ---------------- | ------------------ | ------------------------------------------- |
| محطة أكويو للطاقة النووية     | تركيا     | أكويو، مرسين                    | 1          | تحت الإنشاء    | VVER-1200/491 | 1,200            | أبريل 2018         | 2023 (مخطط)                                 |
| محطة أكويو للطاقة النووية     | تركيا     | أكويو، مرسين                    | 2          | تحت الإنشاء    | VVER-1200/491 | 1,200            | أبريل 2020         | 2023 (مخطط)                                 |
| محطة أكويو للطاقة النووية     | تركيا     | أكويو، مرسين                    | 3          | تحت الإنشاء    | VVER-1200/491 | 1,200            | مارس 2021          | 2023 (مخطط)                                 |
| محطة أكويو للطاقة النووية     | تركيا     | أكويو، مرسين                    | 4          | تحت الإنشاء    | VVER-1200/491 | 1,200            | 2022 (مخطط)        | 2023 (مخطط)                                 |
| محطة أسترافيتس للطاقة النووية | بيلاروسيا | أسترافيتس، منطقة غرودنو         | 1          | جاهز للتشغيل   | VVER-1200/491 | 1,200            | 6 نوفمبر 2013      | نوفمبر 2020 (أول اتصال بالشبكة) 2022 (مخطط) |
| محطة أسترافيتس للطاقة النووية | بيلاروسيا | أسترافيتس، منطقة غرودنو         | 2          | تحت الإنشاء    | VVER-1200/491 | 1,200            | 6 نوفمبر 2013      | نوفمبر 2020 (أول اتصال بالشبكة) 2022 (مخطط) |
| محطة بوشهر للطاقة النووية     | إيران     | بوشهر                           | 1          | جاهز للتشغيل   | VVER-1000/446 | 1,000            | 01 مايو 1975؛ 1995 | 23 سبتمبر 2013                              |
| محطة بوشهر للطاقة النووية     | إيران     | بوشهر                           | 2          | تحت الإنشاء    | VVER-1000     |                  | سبتمبر 2019        | أغسطس 2025                                  |
| محطة الضبعة للطاقة النووية    | مصر       | الضبعة ، الساحل الشمالي المصري  | 1          | موافق عليه     | VVER-1200     | 1,200            | 2022 (مخطط)        | -                                           |
| محطة الضبعة للطاقة النووية    | مصر       | الضبعة ، الساحل الشمالي المصري  | 2          | موافق عليه     | VVER-1200     | 1,200            | -                  | -                                           |
| محطة الضبعة للطاقة النووية    | مصر       | الضبعة ، الساحل الشمالي المصري  | 3          | موافق عليه     | VVER-1200     | 1,200            | -                  | -                                           |
| محطة الضبعة للطاقة النووية    | مصر       | الضبعة ، الساحل الشمالي المصري  | 4          | موافق عليه     | VVER-1200     | 1,200            | -                  | -                                           |
| محطة هانهيكيفي للطاقة النووية | فنلندا    | بيهاجوكي، أوستروبوثنيا الشمالية | 1          | موقوف عن العمل | VVER-1200     | 1,200            | -                  | -                                           |
| كودانكولام                    | الهند     | كودانكولام، تاميل نادو          | 1          | جاهز للتشغيل   | VVER-1000/412 | 917              | 31 مارس 2002       | 22 أكتوبر2013                               |
| كودانكولام                    | الهند     | كودانكولام، تاميل نادو          | 2          | جاهز للتشغيل   | VVER-1000/412 | 917              | 31 مارس 2017       |                                             |
| كودانكولام                    | الهند     | كودانكولام، تاميل نادو          | 3          | تحت الإنشاء    | VVER-1000/412 | 917              | 29 يونيو 2017      | -                                           |
| كودانكولام                    | الهند     | كودانكولام، تاميل نادو          | 4          | تحت الإنشاء    | VVER-1000/412 | 917              | أكتوبر 2017        | -                                           |
| كودانكولام                    | الهند     | كودانكولام، تاميل نادو          | 5          | تحت الإنشاء    | VVER-1000/412 | 917              | 30 يونيو 2021      | -                                           |
| كودانكولام                    | الهند     | كودانكولام، تاميل نادو          | 6          | تحت الإنشاء    | VVER-1000/412 | 917              | 30 يونيو 2021      | -                                           |
| باكس                          | المجر     | باكس، مقاطعة تولنا              | 5          | موافق عليه     | VVER-1200     | 1,200            | 2022               | -                                           |
| باكس                          | المجر     | باكس، مقاطعة تولنا              | 6          | موافق عليه     | VVER-1200     | 1,200            | 2022               | -                                           |
| روبور                         | بنغلاديش  | روبور، إيشوردي                  | 1          | تحت الإنشاء    | VVER-1200     | 1,200            | نوفمبر 2017        | 2023 (مخطط)                                 |
| روبور                         | بنغلاديش  | روبور، إيشوردي                  | 2          | تحت الإنشاء    | VVER-1200     | 1,200            | يوليو 2018         | 2024 (مخطط)                                 |
| تيانوان                       | الصين     | يانيونغانغ، جيانغسو             | 1          | جاهز للتشغيل   | VVER-1000/428 | 990              | 20 أكتوبر 1999     | 17 مايو 2007                                |
| تيانوان                       | الصين     | يانيونغانغ، جيانغسو             | 2          | جاهز للتشغيل   | VVER-1000/428 | 990              | 20 أكتوبر 2000     | 16 أغسطس 2007                               |
| تيانوان                       | الصين     | يانيونغانغ، جيانغسو             | 3          | جاهز للتشغيل   | VVER-1000/428 | 1,050            | 27 ديسمبر 2012     | 15 فبراير 2018                              |
| تيانوان                       | الصين     | يانيونغانغ، جيانغسو             | 4          | جاهز للتشغيل   | VVER-1000/428 | 1,050            | 27 سبتمبر 2013     | 22 ديسمبر 2018                              |
| تيانوان                       | الصين     | يانيونغانغ، جيانغسو             | 7          | موافق عليه     | VVER-1200     | 1,150            | مايو 2021          | -                                           |
| تيانوان                       | الصين     | يانيونغانغ، جيانغسو             | 8          | موافق عليه     | VVER-1200     | 1,150            | 2022               | -                                           |
| كسودابو                       | الصين     | شينغتشينغ، هولوداو، لياونينغ    | 3          | موافق عليه     | VVER-1200     | 1,150            | 2021               | -                                           |
| كسودابو                       | الصين     | شينغتشينغ، هولوداو، لياونينغ    | 4          | موافق عليه     | VVER-1200     | 1,150            | 2022               | -                                           |
| موشوفتشي                      | سلوفاكيا  | موشوفتشي، منطقة نيترا           | 1          | جاهز للتشغيل   | VVER 440/213  | 436              | نوفمبر 1982        | 29 أكتوبر 1998                              |
| موشوفتشي                      | سلوفاكيا  | موشوفتشي، منطقة نيترا           | 2          | جاهز للتشغيل   | VVER 440/213  | 436              | نوفمبر 1982        | 11 أبريل 2000                               |
| موشوفتشي                      | سلوفاكيا  | موشوفتشي، منطقة نيترا           | 3          | تحت الإنشاء    | VVER 440/213  | 436              | نوفمبر 2008        | 2022 (مخطط)                                 |
| موشوفتشي                      | سلوفاكيا  | موشوفتشي، منطقة نيترا           | 4          | تحت الإنشاء    | VVER 440/213  | 436              | نوفمبر 2008        | 2022 (مخطط)                                 |

### أسطول كاسحات الجليد

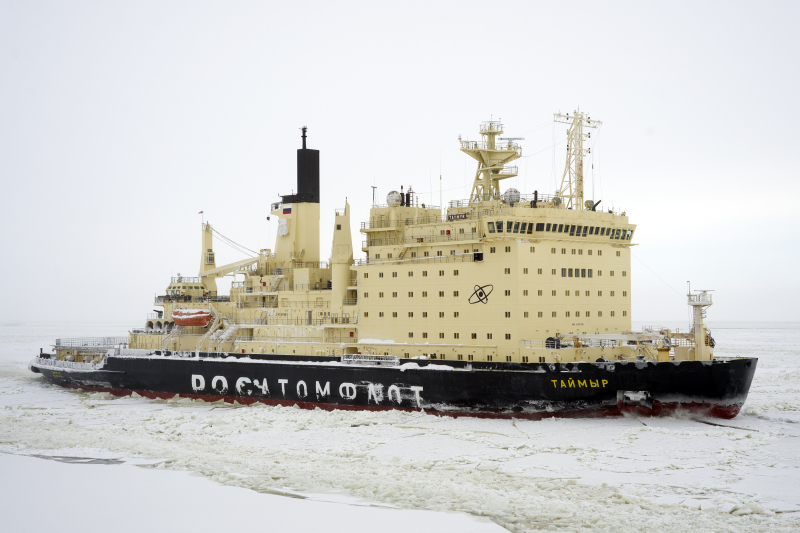
كاسحات الجليد من الطراز "تيمير"

منذ عام 2008، يشمل هيكل روساتوم أسطول كاسحات الجليد النووي الروسي، وهو الأكبر في العالم ويتضمن خمس كاسحات جليد تعمل بالطاقة النووية وسفينة حاويات وأربع سفن خدمة. وتشمل مهامها الملاحة على طرق من طريق بحر الشمال وعمليات الإنقاذ علی الجليد. يتم تشغيل وصيانة الأسطول بواسطة فسيو أتومفلوت، المعروفة أيضًا باسم روس آتوم فلوت، وهي شركة مقرها مورمانسك.

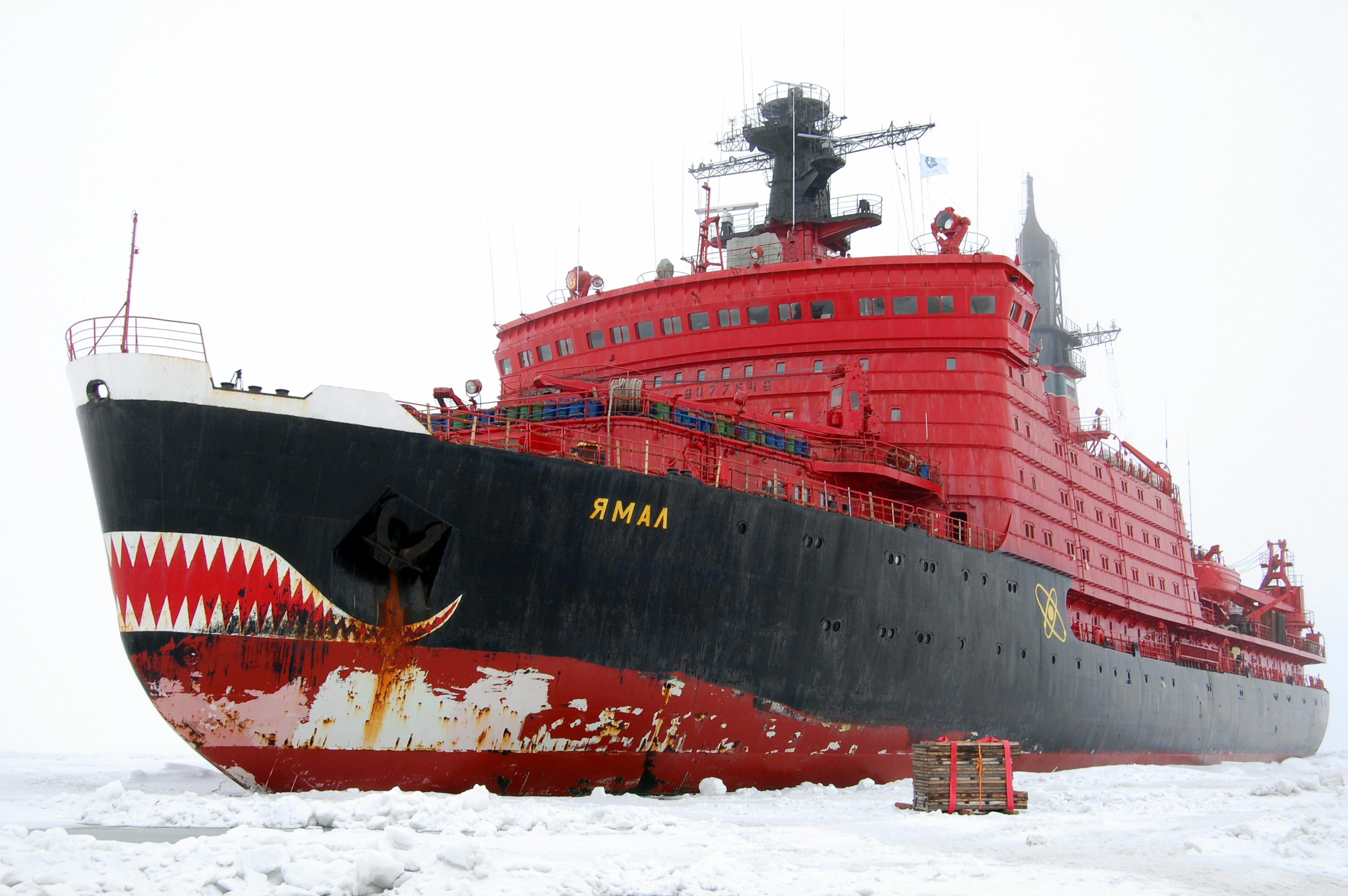
كاسحات الجليد من الطراز أركتيكا "يامال"

| قيد التشغيل/تحت الإنشاء | قيد التشغيل/تحت الإنشاء | قيد التشغيل/تحت الإنشاء                  | خارج الخدمة    | خارج الخدمة    | خارج الخدمة | خارج الخدمة                                    |
| اسم                     | طراز                    | عام                                      | اسم            | طراز           | عام         | ملاحظات                                        |
| ----------------------- | ----------------------- | ---------------------------------------- | -------------- | -------------- | ----------- | ---------------------------------------------- |
| سيفموربوت               | -                       | 1988–2007, منذ عام 2016 إلى الوقت الحالي | أركتيكا        | طراز - أركتيكا | 1975–2008   | راسية حاليًا في مورمانسك                        |
| تيمير                   | طراز - تيمير            | منذ عام 1989 إلى الوقت الحالي            | سيبير          | طراز -أركتيكا  | 1977–1992   | راسية حاليًا في مورمانسك                        |
| فايغاتش                 | طراز - تيمير            | منذ عام 1990 إلى الوقت الحالي            | روسيا          | طراز -أركتيكا  | 1985–2013   | وضعت في مورمانسك                               |
| يامال                   | طراز - أركتيكا          | منذ عام 1993 إلى الوقت الحالي            | سوفيتسكي سويوز | طراز -أركتيكا  | 1989–2012   | وضعت في مورمانسك؛ ليتم تحويلها إلى سفينة قيادة |
| 50 ليت بوبيدي           | أركتيكا-طراز            | منذ عام 2007 إلى الوقت الحالي            | -              | -              | -           | -                                              |
| أركتيكا                 | بروجيكت 22220           | 2020                                     | -              | -              | -           | -                                              |
| سيبير                   | بروجيكت 22220           | 2021                                     | -              | -              | -           | -                                              |
| أورال                   | بروجيكت 22220           | 2022 (مخطط)                              | -              | -              | -           | -                                              |
| ياقوتيا                 | بروجيكت 22220           | 2022                                     | -              | -              | -           | -                                              |
| تشوكوتكا                | بروجيكت 22220           | -                                        | -              | -              | -           | -                                              |
| روسيا                   | بروجيكت 10510           | منذ عام 2021 إلى الوقت الحالي            | -              | -              | -           | -                                              |

### النفايات النووية
لمنع الأخطار النووية والإشعاعية، تتعامل روساتوم مع النفايات المشعة والوقود النووي المستهلك، بالإضافة إلى إيقاف تشغيل مرافق الطاقة والطاقة النووية، في المرحلة الأخيرة من دورة الوقود النووي. تتم معالجة وتخزين النفايات المشعة والوقود النووي المستهلك من قبل شركة التعدين والكيماويات والمركز الفيدرالي للأمان النووي والإشعاعي ومعهد في جي راديوم وأحيانًا فسيو أتومفلوت. في عام 2008، خضعت الشركات التالية لشركات روسية متخصصة تتعامل مع إدارة النفايات المشعة، وتم دمجها لاحقًا في المؤسسة الفيدرالية.

### نشاطات أخرى
تعمل شركة روس آتوم أوفر سيز، التي تأسست عام 2011، في الترويج للتقنيات النووية الروسية في الخارج. وتشمل مهامها تكامل وتعزيز الاقتراح العالمي لمؤسسة الدولة، وكذلك تنفيذ مشاريع لبناء محطات للطاقة النووية خارج روسيا. بالإضافة إلى المنشآت المدنية، تضم روساتوم أيضًا مؤسسات عسكرية. تضم مديرية مجمع الأسلحة النووية المراكز النووية في ساروف وسنيزينسك، وشركة ماياك في أوزيورسك، ومصنع إليكتروخيمبريبور في ليسنوي، ومصنع صناعة الأدوات في تريوكورني.

## حوكمة الشركات

### مجلس الاشراف
أعلى هيئة تنفيذية في روساتوم هي مجلس الإشراف المكون من تسعة أشخاص، بما في ذلك رئيس الشركة. يرأس المجلس منذ عام 2005 سيرجي كيرينكو. أعضاء مجلس الآخرين هم:
- إيغور بوروفكوف - رئيس جهاز اللجنة الصناعية العسكرية
- لاريسا بريشيوفا - مساعدة الرئيس الروسي
- أليكسي ليخاتشيف - المدير العام لشركة روساتوم
- أندريه كليباتش - نائب الوزير للتنمية الاقتصادية
- سيرغي كوروليف - مدير الأمن الاقتصادي بجهاز الأمن الفيدرالي
- ألكسندر نوفاك - وزير الطاقة لروسيا الاتحادية
- يوري ب. تروتنيف - ممثل الرئيس الروسي في منطقة الشرق الأقصى الفيدرالية
- يوري ف. أوشاكوف - مساعد الرئيس الروسي

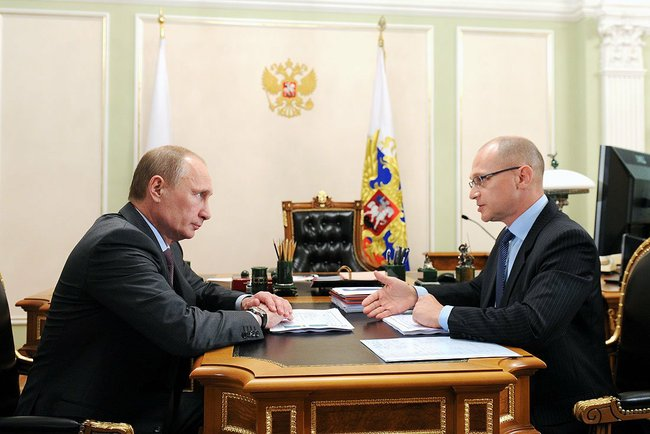
الرئيس الروسي فلاديمير بوتين مع رأس روساتوم، سيرجي كيرينكو، في يناير 2014

## مجلس الإدارة
يتم وضع استراتيجيات وسياسات وأهداف شركة روساتوم من قبل مجلس إدارتها المكون من أربعة عشر شخصًا، بما في ذلك المدير العام. يترأس المجلس منذ عام 2016 المدير العام أليكسي ليخاتشيف.
- أليكسي ليكاتشيف - المدير العام لشركة روساتوم
- إيفان كامينسكيخ - النائب الأول للمدير العام للأسلحة النووية
- كيريل كوماروف - النائب الأول للمدير العام لتطوير الشركات والأعمال الدولية
- ألكسندر لوكشين - النائب الأول للمدير العام لإدارة العمليات
- نيكولاي سولومون - النائب الأول للمدير العام لوظائف الشركة والمدير المالي
- قسطنطين دينيسوف - نائب المدير العام للأمن
- سيرغي نوفيكوف - السكرتير العام - نائب المدير العام لتنفيذ سلطات الدولة والميزانية
- نيكولاي سباسكي - نائب المدير العام للعلاقات الدولية
- أوليغ كريوكوف - مدير السياسة العامة بشأن النفايات المشعة والوقود النووي المستهلك وإيقاف التشغيل النووي
- أندريه نيكيبيلوف - الرئيس التنفيذي لشركة أتومينيرغوماش
- سيرغي أوبوزوف - مدير نظام الإنتاج في روساتوم، عضو مجلس إدارة روزنرغواتوم
- يوري أولينين - نائب المدير العام لإدارة الابتكار
- أندريه بيتروف - المدير العام لشركة روزنرجواتوم
- يوري ياكوفليف - نائب المدير العام لسياسة سلامة الدولة في الاستخدامات الدفاعية للطاقة الذرية

### المدير العام
الهيئة التنفيذية الوحيدة لشركة روساتوم هي المدير العام، الذي يدير العمليات اليومية. أصبح سيرجي كيرينكو، الذي ترأس الصناعة النووية الروسية في عام 2005، المدير العام لشركة روساتوم منذ إنشائها حتى تم استبداله في 5 أكتوبر/ تشرين الأول عام 2016 بأليكسي ليخاتشيف، نائب وزير التنمية الاقتصادية السابق.
- سيرجي كيرينكو (1 ديسمبر/ كانون الأول عام 2007 – 5 أكتوبر/ تشرين الأول عام 2016)

- أليكسي ليخاتشيف (5 أكتوبر/ تشرين الأول عام 2016 حتى الوقت الحاضر).

### المجلس العام
يعمل المجلس العام لروساتوم مع المنظمات المدنية للاستفادة من الطاقة النووية وحماية البيئة وضمان السلامة النووية والإشعاعية. أهداف المجلس هي:
- رفع مستوى الوعي العام بأنشطة روساتوم
- إشراك المنظمات المدنية في صنع السياسات المتعلقة بالطاقة النووية
- تفاوض بشأن القضايا النووية مع عامة الناس

التواصل بكفاءة مع أصحاب المصلحة
أعضاء المجلس هم:
- أليكسي ليكاتشيف - المدير العام لشركة روس آتوم، رئيس المجلس العام
- الكسندر لوكشين - النائب الأول للمدير العام لإدارة العمليات
- سيرجي بارانوفسكي - رئيس الصليب الأخضر الروسي، رئيس المؤتمر البيئي الروسي، نائب رئيس المجلس العام
- رودولف ألكساخين - عالم البيئة الرائد في مشروع بروريف التابع لـ روس آتوم
- رافائيل أروتيونيان - النائب الأول لمدير معهد التطوير الآمن للطاقة النووية التابع لأكاديمية العلوم الروسية
- فاليري بوشكاريف - رئيس قسم الأمان الإشعاعي، المركز الفيدرالي للسلامة النووية والإشعاعية
- ناتاليا دافيدوفا - مديرة «معهد استشارات المشاريع البيئية»
- مارك جلينسكي - النائب الأول للرئيس التنفيذي للمسح الجيولوجي غيدروبيتسجيولوجيا
- فلاديمير غراتشيف - مستشار الرئيس التنفيذي لشركة روساتوم، ورئيس المجلس العام مع الهيئة الاتحادية للطاقة النووية والصناعية والبيئية في روسيا (روستخنادزور)
- ألكسندر هاريشيف - رئيس وحدة علاقات المجتمعات المحلية، مستشار الرئيس التنفيذي لشركة روساتوم (أمين المجلس العام)
- فيكتور إيفانوف - نائب مدير مركز أبحاث الأكاديمية الروسية للطب للأشعة الطبية، رئيس لجنة الاتحاد الروسي للوقاية من الإشعاع
- فاليري مينشيكوف - عضو مجلس المركز الروسي للسياسة البيئية
- أوليغ موراتوف - السكرتير التنفيذي لقسم الشمال الغربي في الجمعية النووية الروسية، وعضو أكاديمية البيئة وسلامة الإنسان والطبيعة
- الكسندر نيكيتين - رئيس مؤسسة بيلونا (مكتب سانت بطرسبرغ)
- فلاديمير أوغنيف - رئيس الحركة العامة الأقاليمية للصناعة النووية وقدامى المحاربين
- ناتاليا شاندالا - نائب المدير العام لمركز بورنازيان الفيدرالي الطبي والفيزياء الحيوية
- يوري تبين - نائب رئيس غرفة التجارة والتجارة في موسكو أوبلاست
- ألبرت فاسيليف - كبير المسؤولين العلميين في معهد دولزهال للأبحاث والتصميم لهندسة الطاقة
- فاليري فاسيليف - عضو مجلس المواطنين في منطقة كراسنودارسك، المجلس العام لروسيا الاتحادية
- أندري فازينين - كبير الأطباء في مركز علاج الأورام السريري الإقليمي في تشيليابينسك، عضو مراسل في الأكاديمية الروسية للعلوم الطبية
- يان فلاسوف - رئيس المجلس العام لحماية حقوق المرضى في روزدرافاندزور، الرئيس المشارك لاتحاد عموم روسيا للمنظمات العامة للمرضى
- سيرجي زافورونكين - أمين المجلس العام للسلامة النووية في مورمانسك أوبلاست
- إيلينا ياكوفليفا - رئيسة تحرير المجلة الدولية أمان التقنيات النووية والبيئة، رئيسة مشروع الإنترنت للجمعية النووية الروسية
- سيرجي يودينتسيف - عضو مراسل في الأكاديمية الروسية للعلوم، ورئيس مختبر الجيولوجيا الإشعاعية والإيكولوجيا الإشعاعية، معهد جيولوجيا رواسب الخام، وعلم الصخور، وعلم المعادن، والجيوكيمياء، الأكاديمية الروسية للعلوم [102]